# Buckau (Magdeburg)
Buckau, Magdeburg-Buckau – dzielnica miasta Magdeburg w Niemczech, w kraju związkowym Saksonia-Anhalt.